# Polly Higgins
Polly Higgins, nacida Pauline Helene Higgins, (Glasgow, 4 de  julio de 1968-Stroud, 21 de abril de 2019) fue una abogada, escritora y activista medioambiental, conocida como la "Abogada de la Tierra". 
La campaña "Stop Ecocidio" para proteger a la Tierra a través de la criminalización del ecocidio fue obra de la abogada y visionaria Polly Higgins. Durante la última década, Polly estuvo haciendo que la palabra "Ecocidio" se entendiera mundialmente dando charlas, haciendo documentales y asesorando a los gobiernos. En el camino, inspiró a miles, desde parlamentarios a ecologistas y desde abogados a artistas. Dedicó todo su tiempo y su inextinguible espíritu a un cliente: la Tierra.
Polly presentó una definición de Ecocidio a la Comisión Jurídica de las Naciones Unidas en 2010 que decía lo siguiente:  “El ecocidio es la pérdida, el daño o la destrucción generalizada de los ecosistemas de un territorio(s) determinado(s)... de tal manera que el disfrute pacífico de los habitantes ha sido o será severamente disminuido”.  A esta definición se refirió el Papa Francisco en su llamamiento para que el ecocidio se convierta en un crimen (noviembre de 2019).
Cuando la campaña empezó a ser más conocida mundialmente, Polly estaba gravemente enferma con un cáncer de rápida propagación. Falleció sin sufrimiento el 21 de abril de 2019, domingo de Pascua. Su calidez, determinación y positividad permanecieron intactas hasta el final, y vivió para ver cómo los crecientes movimientos de activistas climáticos hacían un llamamiento a la ley de ecocidio.
Higgins escribió tres libros: Eradicating Ecocide, Earth is our Business: changing the rules of the game y Dare to be great. [cita requerida]